# Christian Dyer
Christian Dyer (Sacramento, 26 de diciembre de 1997) es un jugador profesional estadounidense de rugby que se desempeña en la posición de wing izquierdo en Rugby Football Club Los Angeles, equipo perteneciente a la liga Major League Rugby.

## Carrera
En 2021, Dyer se unió al Houston SaberCats, con el cual disputa su tercera temporada en la Major League Rugby. También fue parte de la Selección de rugby de los Estados Unidos.
Para la temporada 2025 de la Major League Rugby, ficho por el Rugby Football Club Los Angeles.